# 12式陸基反艦飛彈
12式陸基反舰导弹（日語：12式地対艦誘導弾）是由日本三菱重工于2012年研制的陸基车载反舰飛弹。它是由88式陸基反舰飛弹改良升級而來。12式具有带中途GPS制导的慣性導航系統，有著更强的地形轮廓匹配及目标辨别能力，因而具有更高的精準度。12式可以共享武器數據鏈，並由其他武器平台提供初始和中期瞄准，并且还拥有更短的装填时间、更低的生產周期成本，射程可達到124英里（200）。
12式与日本 視距外导弹AAM-4 B 共用相同的 Ka 波段有源电子扫描阵列（AESA）雷达导引头。
由12式衍生的舰射型，最初命名为17型（SSM-2）导弹，並已投入現役，裝備於摩耶級護衛艦。射程增加了一倍，达到400公里，未來计划重新部屬改进型陸基反舰系统和裝備於P-1巡逻机的空射版。
日本防衛省于2020年12月18日批准了12式SSM改进型的开发計畫。据日本媒體报道，12式改进型射程将从200公里增至900公里，未来目标訂为1500公里。它将具有隐身外型以减少雷達反射截面，且具高机动性以防止敌人拦截。它不仅可以攻击海军舰艇，还可以打击地面目标。日本防衛省不打算止步於陸基发射改进的12型SSM，还打算拓展發射載臺至海军舰艇及戰機。改进型 12 型陆基反舰导弹的开发预计将于 2025 财年完成。